# Тче
Ճ, ճ (арм. ճեо файле тче, в кл. орф. ճէ, з.-арм. дже) — девятнадцатая буква армянского алфавита. Создал Месроп Маштоц в 405—406 годах.

## Использование
В восточноармянском языке обозначает звук [t͡ʃ], а в западноармянском — [d͡ʒ]. Числовое значение в армянской системе счисления — 100.
Использовалась в курдском алфавите на основе армянского письма (1921—1928) для обозначения звука [d͡ʒ].
В системах романизации армянского письма передаётся как č̣ (ISO 9985), ch (BGN/PCGN, ALA-LC для восточноармянского), j (ALA-LC для западноармянского). В восточноармянском шрифте Брайля букве соответствует символ ⠩ (U+2829), а в западноармянском — ⠚ (U+281A).

## Кодировка
И заглавная, и строчная формы буквы тче включены в стандарт Юникод начиная с версии 1.0.0 в блоке «Армянское письмо» (англ. Armenian) под шестнадцатеричными кодами U+0543 и U+0573 соответственно.

## Галерея

Округлый еркатагир
Прямолинейный еркатагир
Болоргир
Нотргир
Шхагир